# Мильено
Мильено (серб. Миљено, босн. Miljeno) — населенный пункт (деревня) в общине Чайниче, который принадлежит энтитету Республике Сербской, Босния и Герцеговина. По результатам югославской переписи населения 1991 года в Мильено проживало 512 человек. Деревня Мильено расположена на границе с Черногорией

## Население
В населении деревни преобладают мусульмане (боснийцы), ненамного меньше по численности в деревне сербской национальности.
| 1991                           | - | - | - | - | - | - |
| ------------------------------ | - | - | - | - | - | - |
| 512                            | - | - | - | - | - | - |
| Гистограмма динамики населения |   |   |   |   |   |   |

### Национальный состав населения
На 1991 год:
- сербы — 237 человек (46,29 %);
- хорваты — 0 человек (0,00 %);
- мусульмане — 262 человека (51,17 %);
- югославы — 7 человек (1,37 %);
- другие и неизвестно — 6 человек (1,17 %).